# Élection de Paris
Pour les élections municipales et législatives de cette commune, voir Catégorie:Élections municipales à Paris et Catégorie:Élections législatives à Paris.
L'Élection de Paris est la plus importante des vingt-deux élections qui composaient la généralité de Paris sous l'Ancien Régime. Son territoire représentait plus du tiers de la région Île-de-France actuelle, et regroupait en gros : les communes annexées à Paris en 1859, les Hauts-de-Seine, Seine-Saint-Denis et Val-de-Marne, le nord de l'Essonne, le nord-ouest de la seine-et-Marne, le sud et l'est du Val-d'Oise et l'est des Yvelines.
Composée de dix subdélégations en périphérie, elle ne comprend pas de subdélégué intramuros.

## Description

### Liste des intendants de l'élection de Paris[2]
- 1697 : Phelippeaux
- 1710 : Bignon de Blanzy
- 1723 : Bauyn d'Argenvilliers
- 1728 : De Harlay
- 1740 : D'Argenson
- 1742 : De Brou
- 1744 : Bertier de Sauvigny, Louis Jean
- 1776 : Bertier de Sauvigny, Louis Bénigne

### Sources
- Atlas de la généralité de Paris au XVIIIe siècle : un paysage retrouvé, Mireille Touzery, 1998,  (ISBN 978-2110871695)